# Леонгард, Карл
Карл Леонгард (нем. Karl Leonhard; 21 марта 1904, Эдельсфельд, Королевство Бавария — 23 апреля 1988, Восточный Берлин, ГДР) — немецкий психиатр. Автор понятия «акцентуированная личность» — одной из первых типологий личностей.

## Типология акцентуированных личностей
Карл Леонгард разработал одну из первых типологий характеров, введя в науку концепцию акцентуированных личностей. Эта концепция имеет много общего с предложенной ранее идеей «латентных психопатий» (П. Б. Ганнушкин, 1933 г), однако развита К. Леонгардом в самостоятельное учение. Хотя на данный момент она несколько устарела и заменена более поздними типологиями, она всё ещё представляет определённый интерес для изучения.

## Труды

### Акцентуированные личности
Монография. Состоит из двух частей. В первой части дан психологический и клинический анализ акцентуированных личностей. Вторая часть иллюстрирует первую: в ней проводится характеристический анализ героев классических произведений мировой литературы свыше тридцати писателей: Толстого, Достоевского, Гоголя, Шекспира, Сервантеса, Бальзака, Гёте, Стендаля и других.

## Публикации
- Карл Леонгард. Акцентуированные личности = Akzentuierte Persönlichkeiten. — Берлин, 1976. — 328 с. — ISBN 3-437-10447-0. Архивировано 28 ноября 2010 года.
- Leonhard K. Классификация эндогенных психозов = Aufteilung der endogenen Psychosen. — 5 Aufl. — Berlin: Acad. Verlag. — 342 с.